# Flugplatz Albstadt-Degerfeld

i7
i11
i13
Der Flugplatz Albstadt-Degerfeld (ICAO-Code: EDSA) ist ein deutscher Sonderlandeplatz im baden-württembergischen Albstadt, Zollernalbkreis. Er ist für Flugzeuge bis 1500 kg zugelassen. Das Gelände dient dem Segelflug und gehört dem Luftsportverein Degerfeld e. V.
Der Flugplatz liegt auf 891 m Höhe. Damit ist er nach dem Segelflugplatz Klippeneck der zweithöchst gelegene Flugplatz in Baden-Württemberg.

## Lage
Das Gelände liegt drei Kilometer östlich des Albstädter Stadtteils Tailfingen auf der Albhochfläche. In unmittelbarer Nähe befindet sich die Gemeinde Bitz.

## Wetterstation
Am Rand des Flugplatzes befindet sich eine der drei Wetterstationen von Albstadt. Die Nebenwetterstation Albstadt - Degerfeld (Doline) 48° 14′ 55,6″ N, 9° 3′ 21,8″ O zeigte am 1. März 2005 eine Temperatur von −36,1 °C, während die Station Albstadt zeitgleich eine Tiefsttemperatur von nur −15,9 °C maß. Statt des typischen Mittelgebirgsklimas zeigt die Station Doline-Degerfeld das spezielle Mikroklima eines Kaltluftsees in einer Geländesenke, die indes nicht auf eingestürzte Höhlen zurückzuführen ist. Die Senke wurde jahrelang aus Sensationsgründen in den Wetterberichten des Morgenmagazins von ARD und ZDF herangezogen, wenn es um die tiefste Temperatur in Deutschland ging, obwohl die Daten für einen Wetterbericht nicht-repräsentativ verzerrend und nur wissenschaftlich von Interesse sind. Viele Wetterdienste und Wetter-Apps nutzen die Daten der Station weiterhin.
Die Stadt Albstadt wehrte sich jahrelang gegen das Image als kälteste Stadt Deutschlands zu gelten. Inzwischen stellt sie sowohl die als Doline bezeichnete Senke als auch die Sonnenstunden durch die Höhenlage heraus.

## Archäologie
Zwei Funde aus frühkeltischen Grabhügeln Degerfeld Cemetery wurden unter der Nummer Decorated pottery platter 700-600 BC und Pottery urn 800-600 BC in die Dauerausstellung des British Museum aufgenommen.

## Galerie

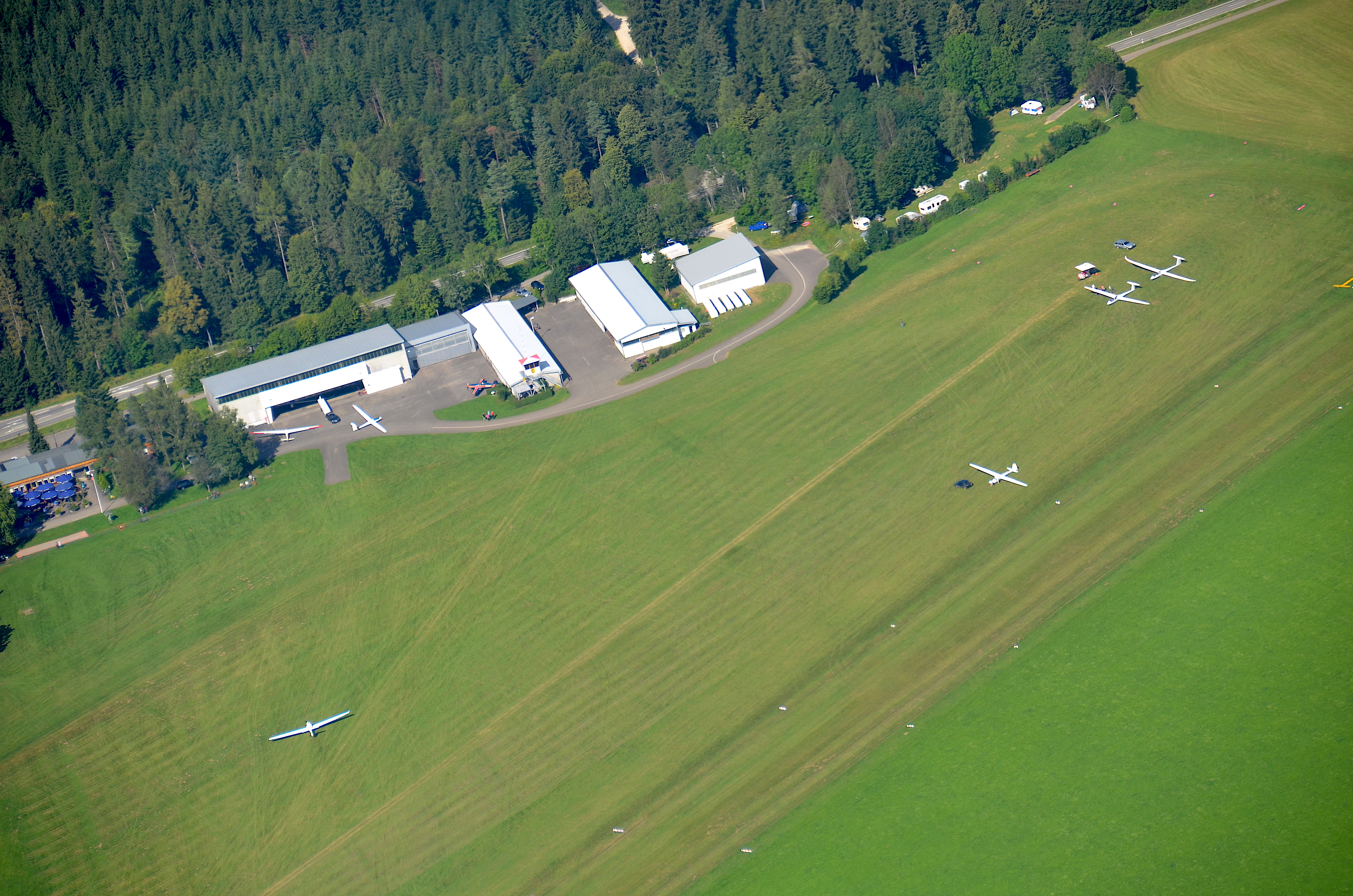
Hangars
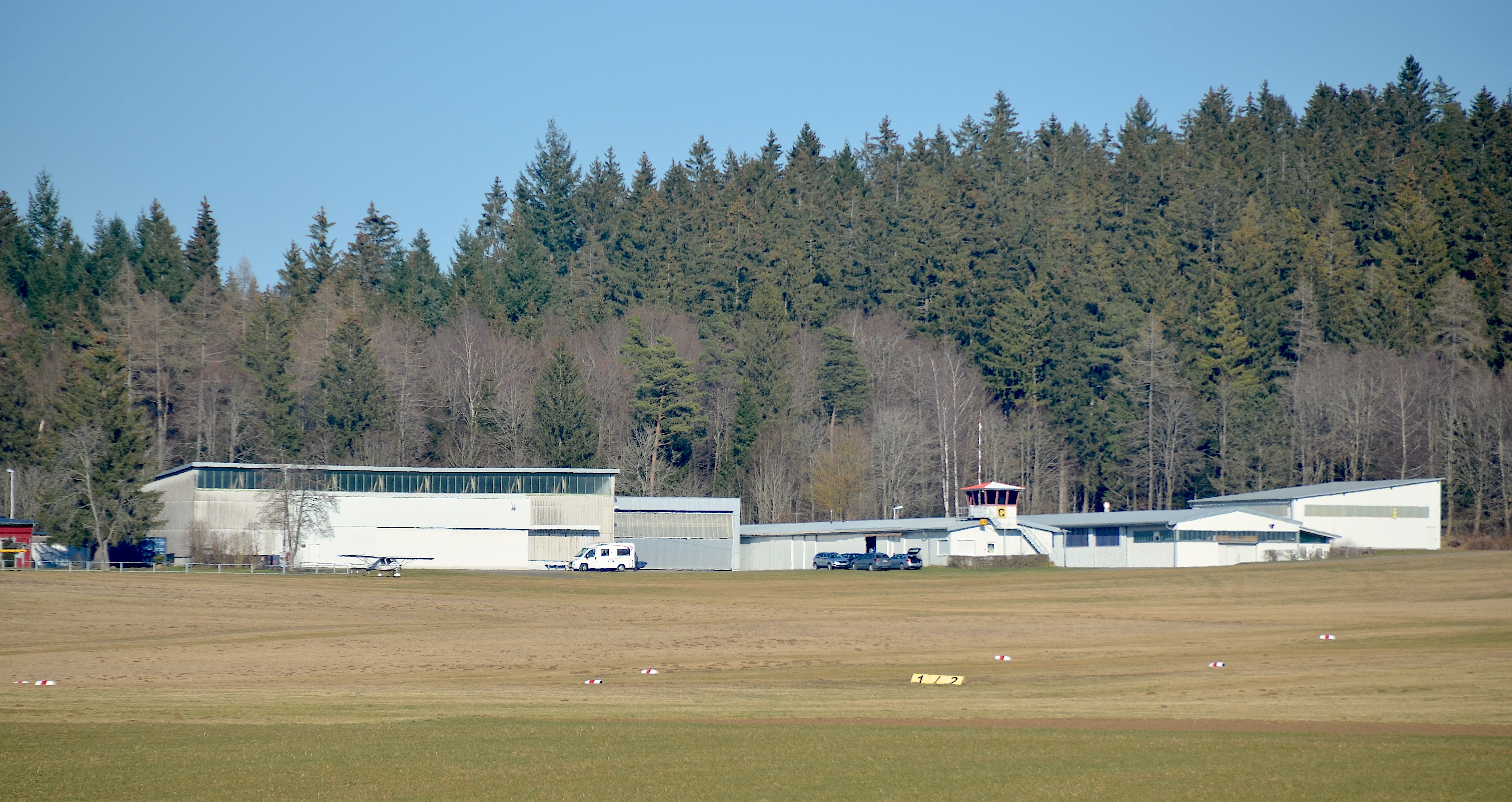
Gebäude
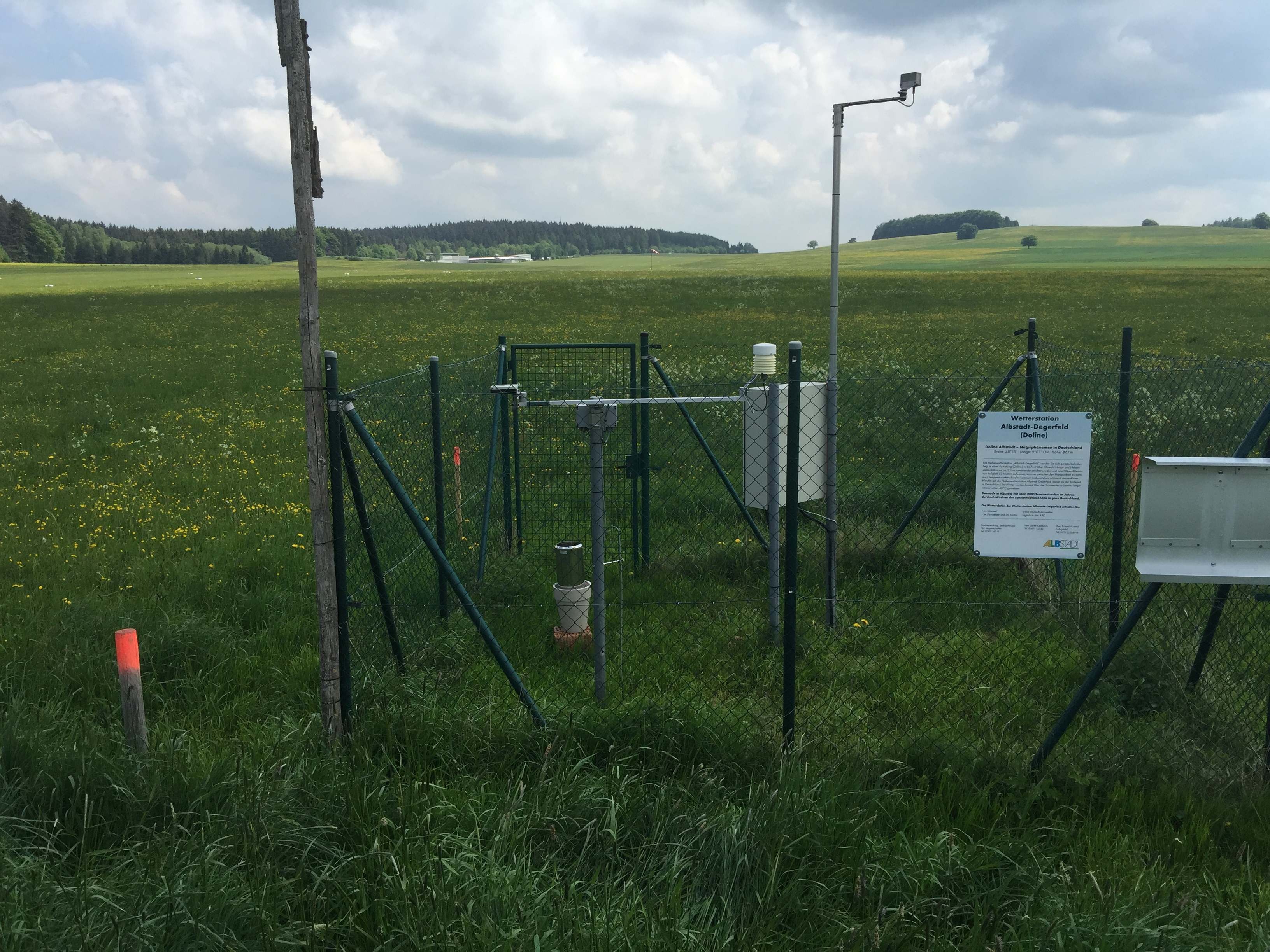
Wetterstation, dahinter Startbahn und Gebäude
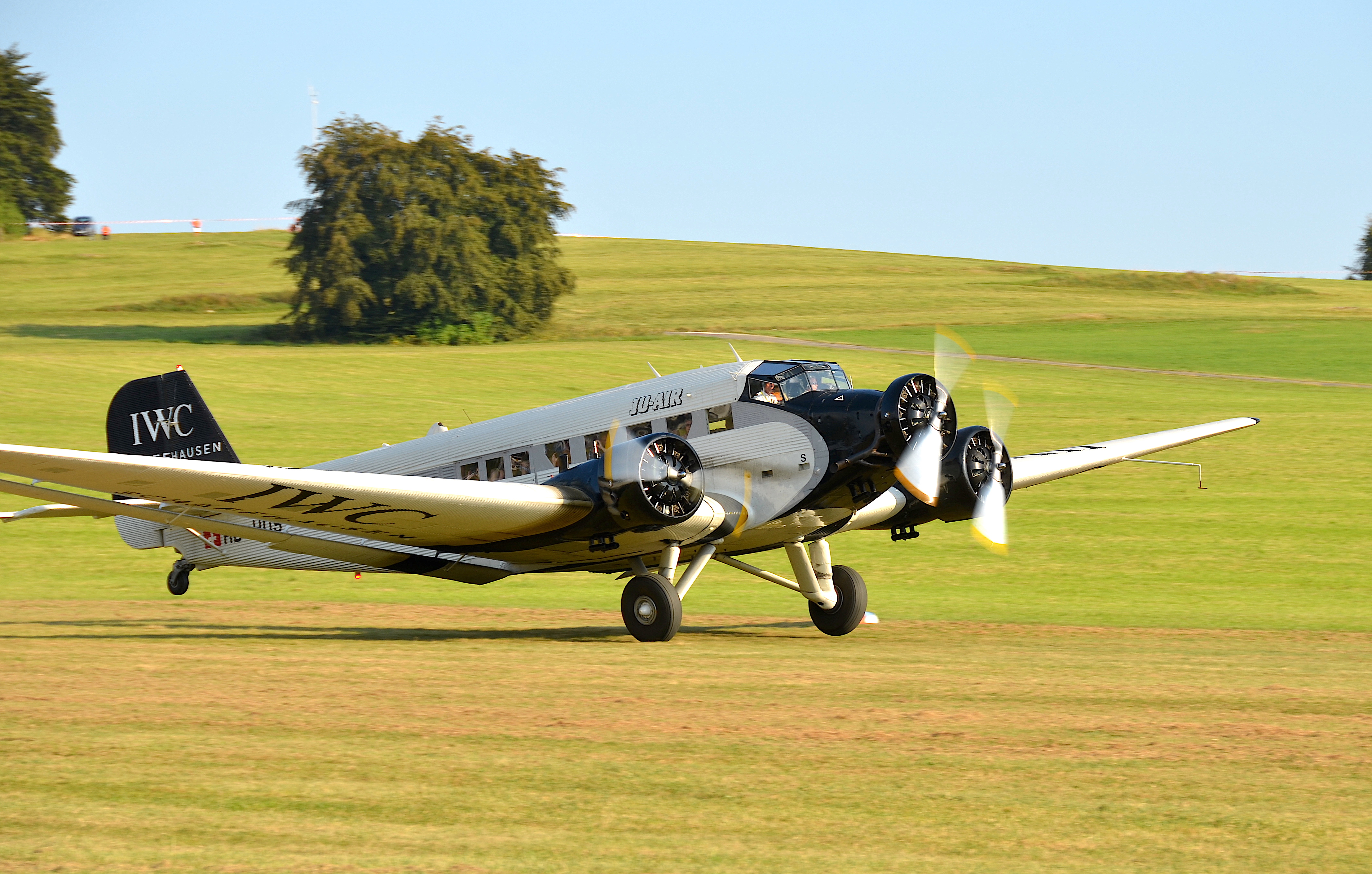
Ju 52 HB-HOS der JU-AIR, beim Degerfeldfest 2016
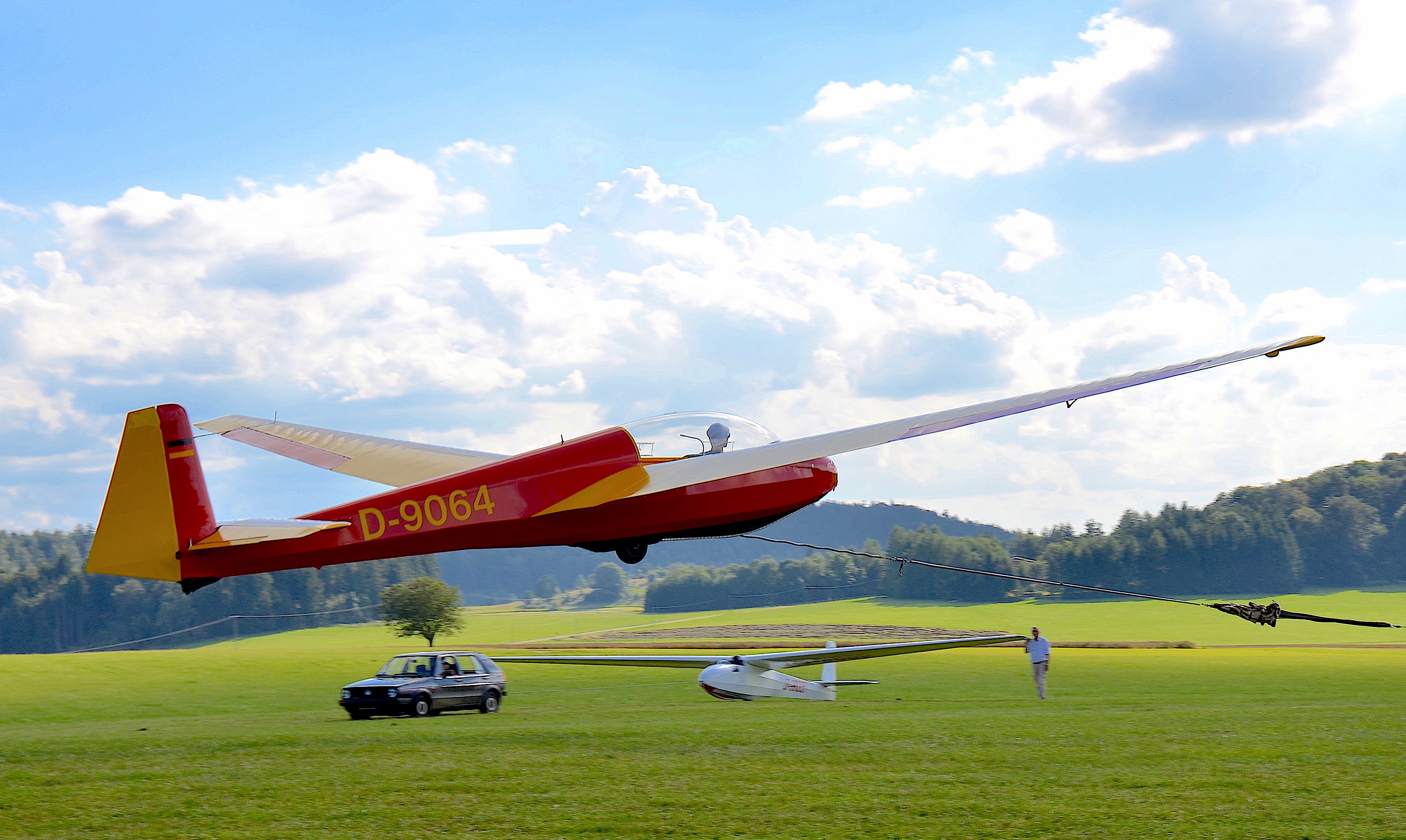
Start einer ASK 13 auf dem Degerfeld
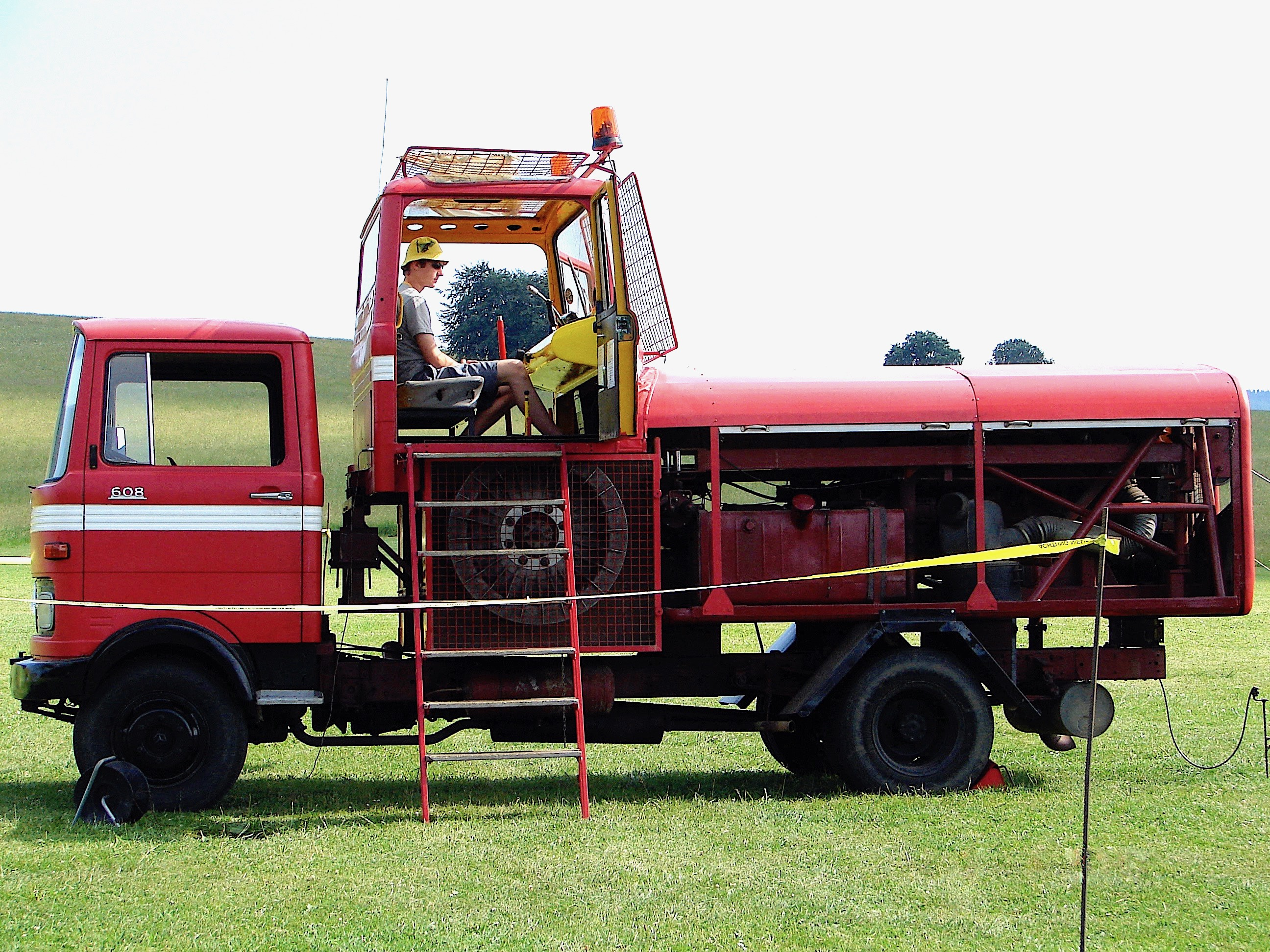
Schleppwinde für Segelflugzeuge
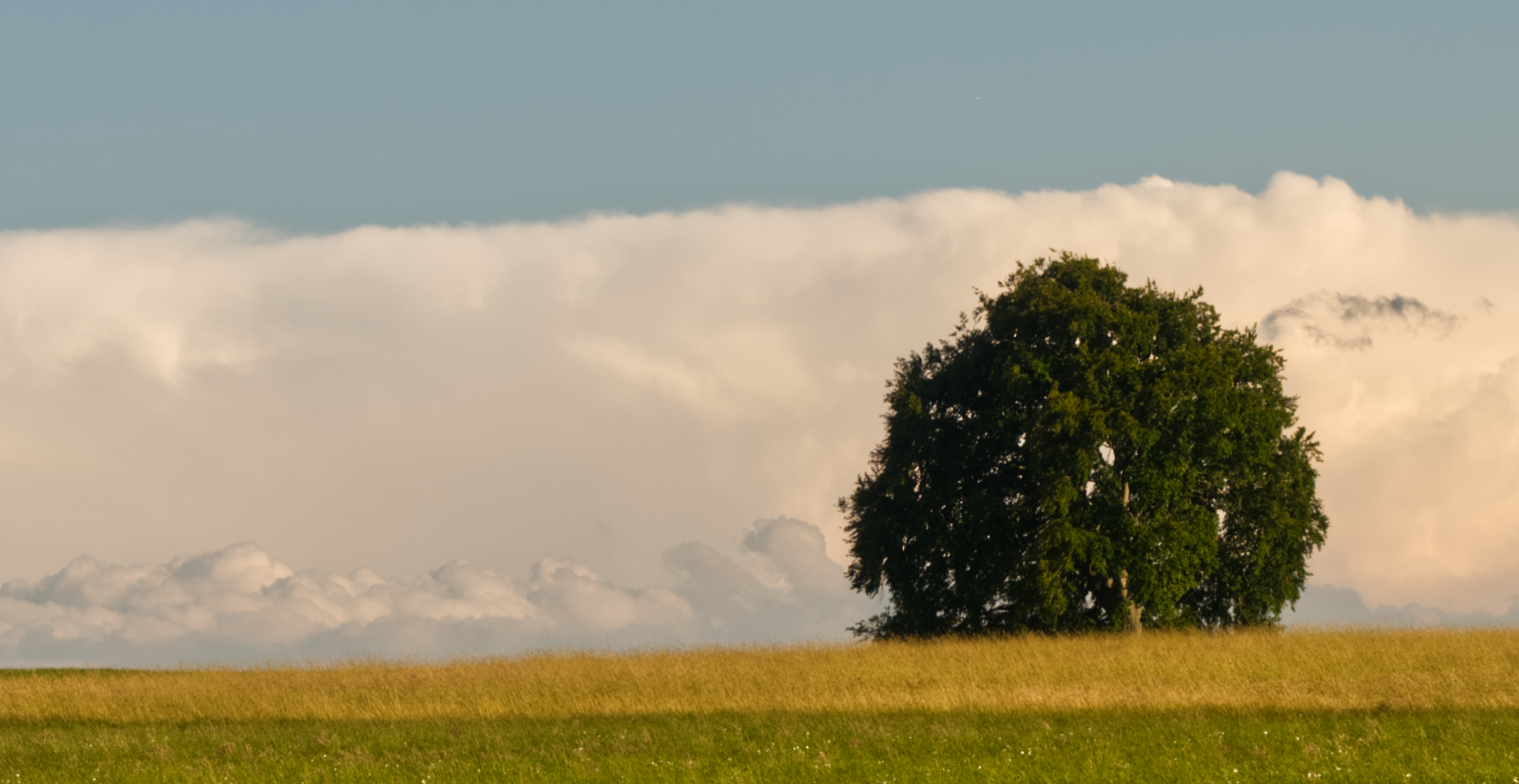
Markante Steinbuche auf dem Degerfeld
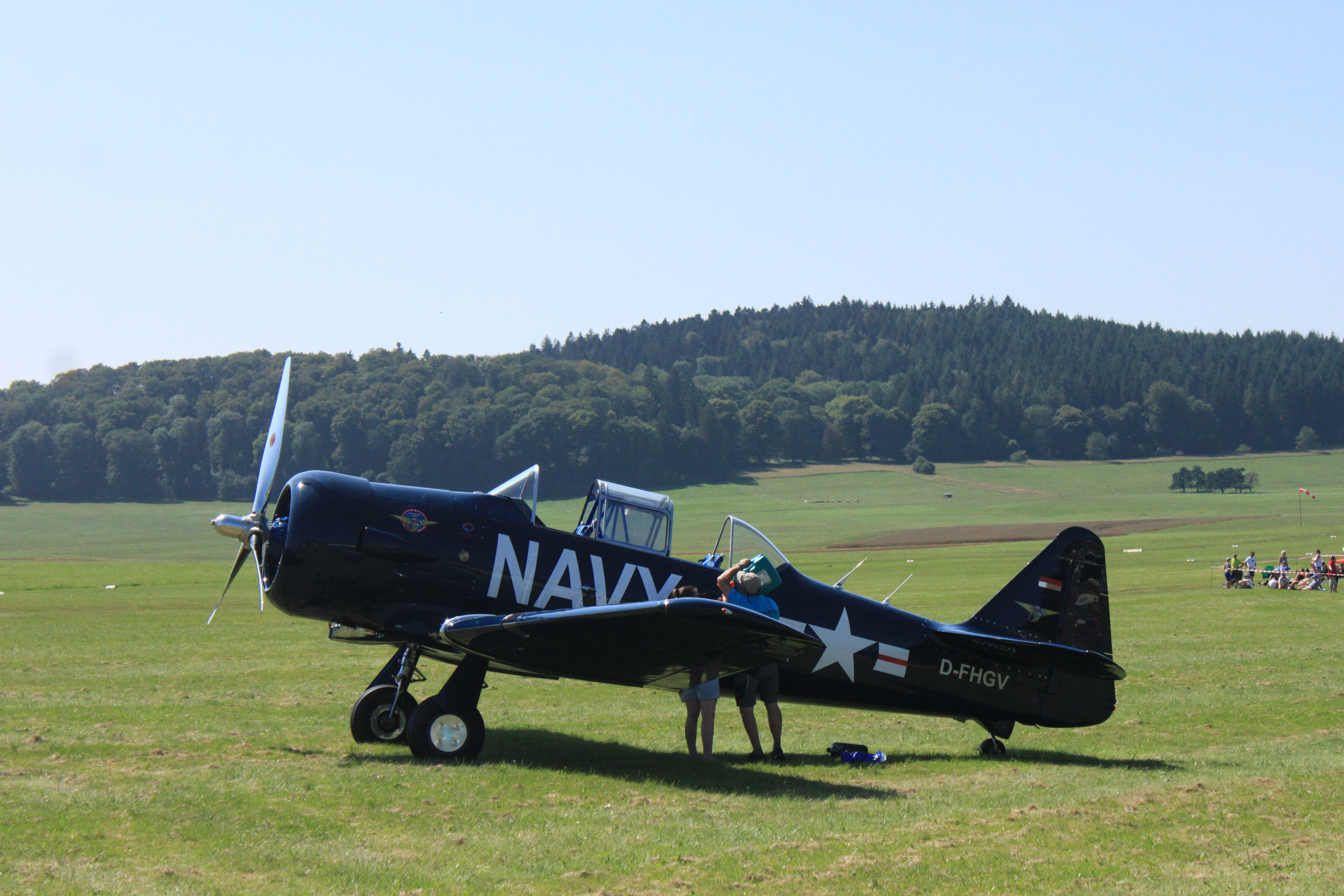
North American T-6 D-FHGV, Fliegerfest 2024
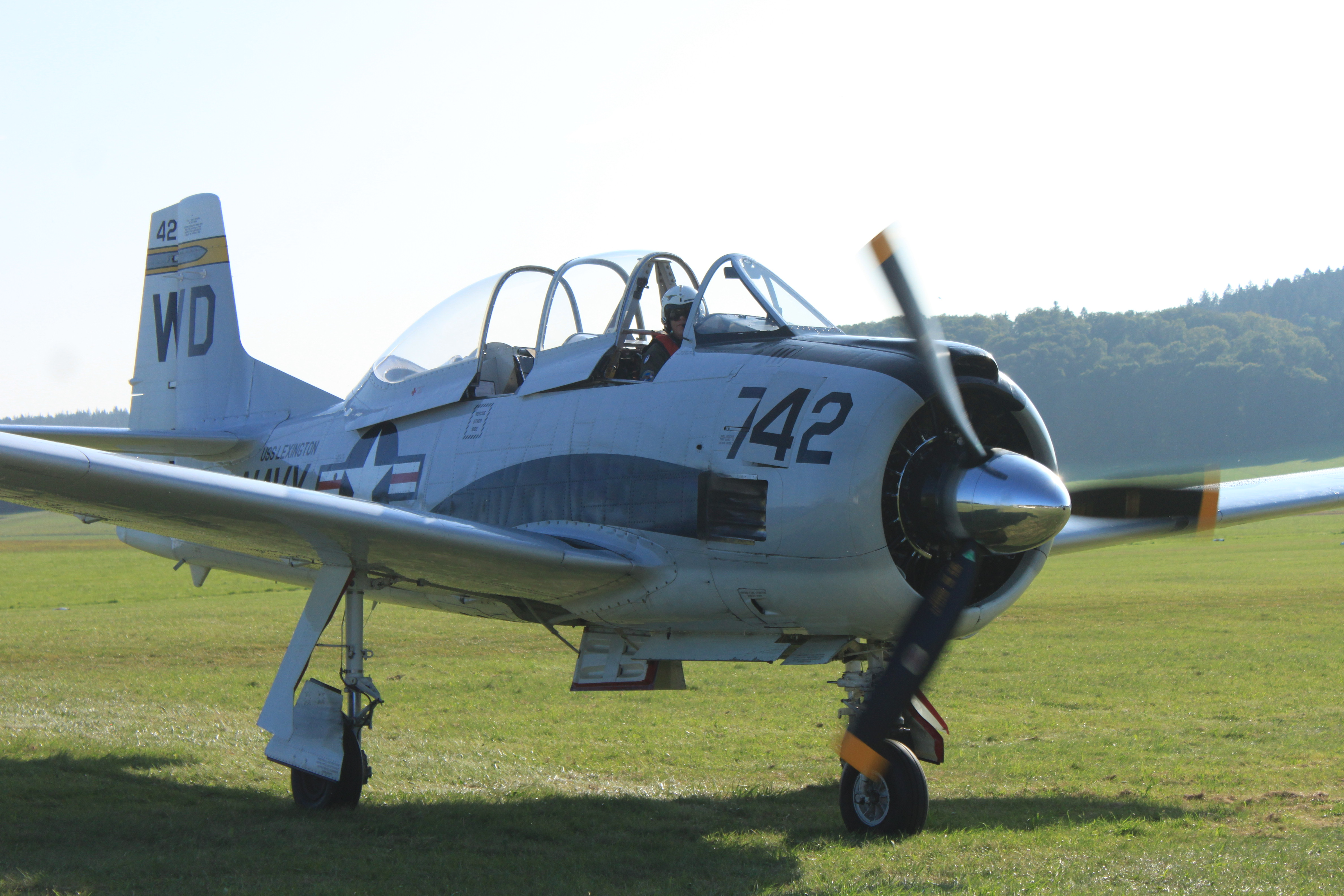
North American T-28D 49-1742, Fliegerfest 2024
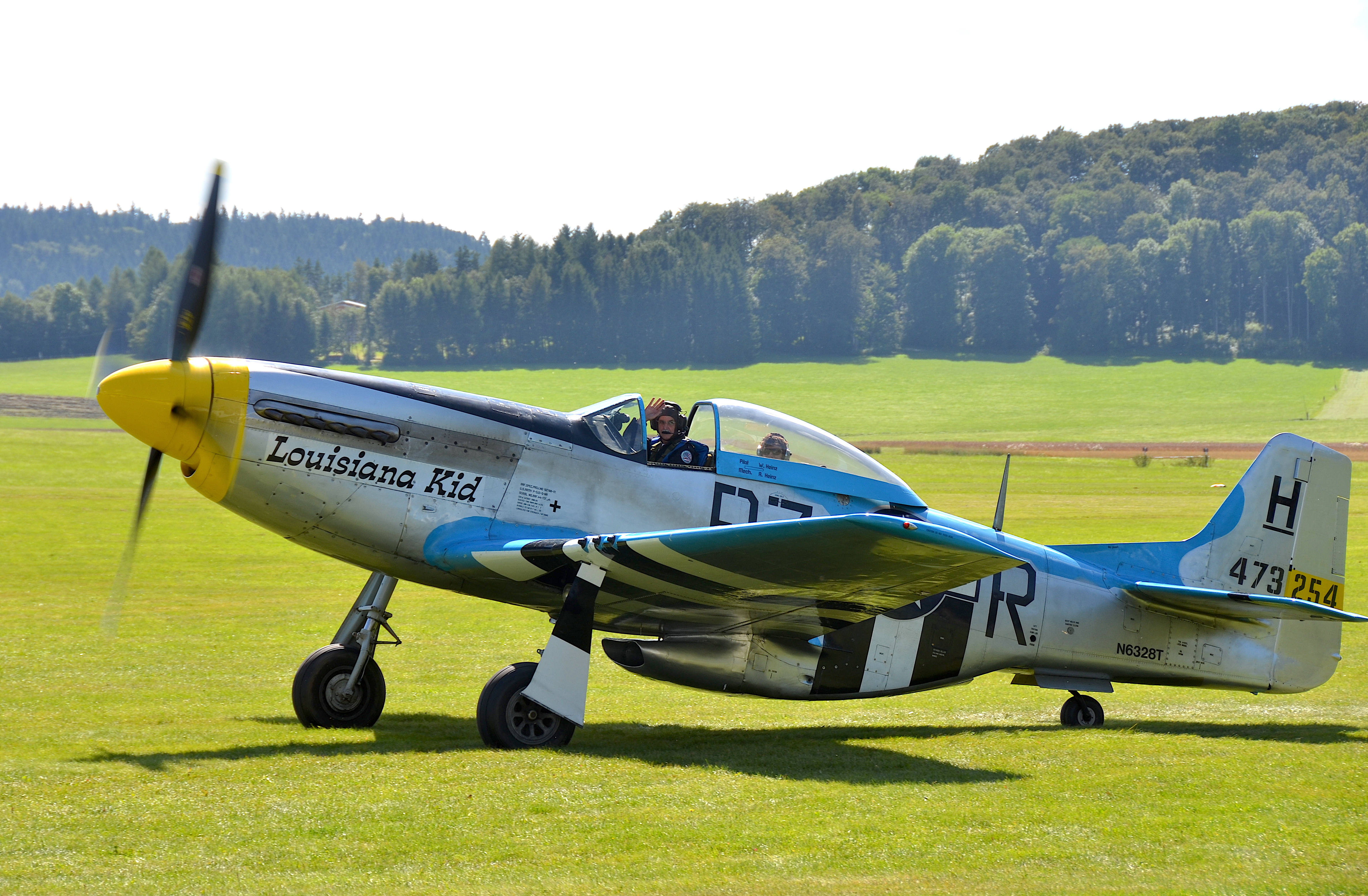
North American P-51D Mustang Louisiana Kid, das bekannteste Flugzeug des Flugplatzes